# Martine Wittop Koning
Martine Wittop Koning (Goch, 10 januari 1870 - Huizen, 29 juli 1963) was voedingsdeskundige, lerares aan de Amsterdamse Huishoudschool en kookboekenschrijfster. Martine was dochter van ingenieur Dirk Arnold Wittop Koning (1845-1909) en Martina Susanna Everdina de Moulin (1846–1928). Martine Wittop Koning bleef ongehuwd.
Ze leerde Frans als jonge vrouw, maar later begon ze met het schrijven van kookboeken en werd een tamelijk succesvolle schrijver. Bij het koken propageerde ze zuinigheid, eenvoud en voedingswaarde. Haar recepten waren gericht op een voedzame en smakelijke maaltijd met minimale inzet van tijd, geld en arbeid. Daarbij gebruikte ze de nieuwe wetenschappelijke inzichten over eiwitten, koolhydraten en vitamines.
Ze nam deel aan (inter)nationale tentoonstellingen en congressen en werd in 1900 secretaris van de Bond van Leraressen bij het Huishoudonderwijs. Ze was geheelonthoudster geworden na een kennismaking met de anarchistische drankbestrijder Jacob van Rees en zijn kolonie in Blaricum. Diens ideeën maakten ook dat ze in 1900 vegetariër werd. Na een conflict tussen het onderwijzend personeel van de Amsterdamse Huishoudschool werd Wittop Koning in 1904 ontslagen. Met de meeste leraressen, inclusief directrice Suze Meyboom, werkte ze in 1906 aan de nieuw opgerichte Nieuwe Huishoudschool aan de Gabriël Metsustraat in Amsterdam. Haar extreme opvattingen over gezondheid maakten haar positie in de vegetariërsbond onmogelijk. Wittop Koning sloot zich in 1913 aan bij de Theosofische Vereniging.
Ze overleed op 93-jarige leeftijd.

## Werken
(Alfabetisch)
- Berekende volksmaaltijden (Almelo, 1905)
- Calvé-Delft's Winterboekje - Recepten van Martine Wittop Koning (Delft, rond 1930)
- Calvé- Delft's Zomerboekje - Recepten van Martine Wittop Koning (Delft, 1929)
- Eenvoudige berekende recepten (Almelo, 1901)
- Het vegetarisch middagmaal : vleeschlooze menu's met de daarbij behoorende recepten voor elke maand (Rotterdam, 1937)
- Hoe voeden wij ons ’t goedkoopst en toch goed? Raadgevingen en inlichtingen betreffende de keus, de bereiding en de inmaak van deugdelijk en smakelijk goedkoop voedsel (Amsterdam 1914)
- Iets over de voeding in kinder-tehuizen (Rotterdam, 1929)
- In en om de vliegenkast. Eene verzameling voorschriften tot het smakelijk verwerken van spijsresten. (Utrecht, 1907)
- Met moeder in de keuken (Baarn, 1948)
- Ons menu: een van onze beste propagandamiddelen, De Vegetarische Bode 57 (1954) 145-147.
- Ons twaalfuurtje (Almelo, 1913)
- Onze volkskeuken. Proeve van een leiddraad voor volkscursussen in koken en huishouden met E.S. Bienfait,  (Amsterdam, 1900)
- Paddestoelen zoeken en eten : beschrijving van een 14-tal eetbare paddestoelen met recepten voor de bereiding (R'dam | Den Haag, 3e druk in 1948)
- Op rantsoen. Wenken voor de huisvrouw (Zaltbommel, 1917)
- Rauwkostgerechten (Rotterdam, 1931)